# Captain Germán Olano Moreno Air Base
Captain Germán Olano Moreno Air Base är en flygplats i Colombia.   Den ligger i departementet Cundinamarca, i den centrala delen av landet, 120 km nordväst om huvudstaden Bogotá. Captain Germán Olano Moreno Air Base ligger 168 meter över havet.
Terrängen runt Captain Germán Olano Moreno Air Base är platt åt nordväst, men åt sydost är den kuperad. Runt Captain Germán Olano Moreno Air Base är det ganska glesbefolkat, med 27 invånare per kvadratkilometer. Närmaste större samhälle är La Dorada, 4,0 km söder om Captain Germán Olano Moreno Air Base. Omgivningarna runt Captain Germán Olano Moreno Air Base är en mosaik av jordbruksmark och naturlig växtlighet.